# Spoorlijn Brig - Domodossola
De spoorlijn Brig - Domodossola, is onderdeel van de Simplonlinie, Walliser Bahn of als Ligne d'Italie, een spoorlijn van de Frans-Zwitserse grensplaats Saint-Gingolph aan de zuidoever van het meer van Genève via Martigny langs de Rhône naar Station Brig te Brig met aansluiting door de Simplontunnel onder de Simplonpas bij de Italiaanse grens bij Gondo tot aan Domodossola.

## Geschiedenis
Kort na de aanleg van de eerste spoorlijnen in Zwitserland kwam uit deze regio de vraag naar een noord-zuidverbinding door de Alpen richting Italië. In Oost-Zwitserland dacht men aan een spoorlijn door de Splügen of de Lukmanier, terwijl in Centraal-Zwitserland met Zürich als uitgangspunt gedacht werd aan een verbinding over de Gotthard en in westelijk Zwitserland werd gedacht aan een verbinding via de Simplonpas.
Dankzij deze samenwerking kon op 25 november 1895 een staatsverdrag worden ondertekend voor de bouw en bedrijfsvoering van de spoorlijn door de Simplonpas van Brig naar Domodossola. Het traject werd om strategische redenen zo aangelegd dat de grens van beide landen in het midden van de tunnelbuis zou liggen.
Op 1 mei 1903 werd de Jura-Simplon-Bahn genationaliseerd en het net werd overgenomen door de Schweizerische Bundesbahnen (SBB) die de bouw van de tunnelbuis voltooide.

## Tweede Wereldoorlog
In de loop van de Tweede Wereldoorlog waren aan beide zijden van de tunnel voorbereidingen getroffen om tijdens een aanval de tunnelbuizen op te kunnen blazen. De Zwitsers hadden springstofladingen onder de sporen aangebracht die pas in 2001 werden verwijderd. In Italië werd een plan opgesteld waarbij de Duitse weermacht in het kader van de terugtrekking in 1945 de tunnelbuizen op zou blazen. Dit kon door samenwerking van Italiaanse partizanen, Zwitserse beambten en Oostenrijkse deserteurs worden verhinderd. De door de Duitsers achtergelaten 64 ton TNT springstof werd bij Varzo naast de spoordijk tot ontploffing gebracht.

## Trajectbeschrijving

### Brig
Het trajectdeel Brig - Domodossola werd in 1906 door de Schweizerische Bundesbahnen (SBB) geopend.
In Station Brig bestaat de mogelijkheid over te stappen op het traject van de:
- Matterhorn Gotthard Bahn (MGB) richting Zermatt en Disentis/Mustér
- BLS Lötschbergbahn (BLS) richting Spiez – Bern

### Domodossola
In Domodossola kan men overstappen op volgende spoorlijnen:
- Centovallibahn, spoorlijn tussen Domodossola en Locarno
- Domodossola - Milaan, spoorlijn tussen Domodossola en Milaan

## Elektrische tractie
Het traject van Brig incl. Simplontunnel naar Iselle werd op 1 juni 1906 geëlektrificeerd, en het traject van Brig naar Sion van 31 juli 1919 tot 15 januari 1927, beiden met een spanning van 3300 volt 16 2/3 Hz draaistroom.
Het traject werd op 2 maart 1930 geëlektrificeerd met een spanning van 15.000 volt 16,7 Hz wisselstroom.